# Premios Fundación Princesa de Girona
Los Premios Fundación Princesa de Girona son unos premios españoles convocados de forma anual por la Fundación Princesa de Girona con la voluntad de promover, fomentar la iniciativa, el esfuerzo, la investigación científica, la creatividad artística, la solidaridad y el desarrollo del talento de jóvenes emprendedores e innovadores que demuestran inquietud para construir un mundo más justo en un entorno globalizado y que tienen la capacidad de asumir riesgos y la motivación necesarias para inducir cambios en la sociedad.

## Categorías

### Premio FPdGi Social
Se dirige a jóvenes emprendedores sociales con proyectos que fomenten la integración de grupos marginales o en riesgo de exclusión.

### Premio FPdGi Investigación Científica
Se dirige a jóvenes científicos (incluso los que trabajen en el campo de las ciencias humanas y sociales) con experiencias o proyectos de investigación que destaquen en su disciplina, que sean emprendedores e innovadores y que ofrezcan un potencial elevado de desarrollo futuro.

### Premio FPdGi Artes y Letras
Se dirige a jóvenes con un talento y una obra prometedoras en cualquier disciplina de las artes y las letras y que sirvan de ejemplo e inspiración para otros jóvenes.

### Premio FPdGi Empresa
Se dirige a jóvenes con iniciativa emprendedora en la ejecución de un proyecto de empresa original y viable.

### Premio FPdGi Internacional
Reconoce la trayectoria personal y profesional de jóvenes que hayan destacado en cualquier lugar del mundo por su trabajo, sus méritos y su ejemplaridad.

## Edición 2025
Los ganadores de los Premios FPdGi 2024 son:

### Premio FPdGi Social 2025
Pablo Sánchez Bergasa, por "perseguir sus sueños con pasión y entrega, por su incansable vocación de transformar y salvar vidas, y por su profundo compromiso social. Su generosidad al compartir conocimiento, su apuesta por el código abierto y su empeño en romper barreras inspiran a quienes le rodean y demuestran que la innovación puede estar al servicio de la humanidad."

### Premio FPdGi Investigación Científica 2025
Antoni Forner-Cuenca, ingeniero químico e investigador, por sus contribuciones al desarrollo de nuevos sistemas de almacenamiento y conversión de energía y, en concreto, al desarrollo de electrodos porosos sostenibles para baterías de almacenamiento a gran escala.

## Edición 2024
Los ganadores de los Premios FPdGi 2024 son:

### Premio FPdGi Social 2024
Daniel Millor Vela, por "su compromiso vital como arquitecto y activista social y solidario; promoviendo la regeneración comunitaria de barrios vulnerados, empoderando a sus habitantes en el desarrollo de su propio bienestar y mejora de su salud."

## Edición 2023
Los ganadores de los Premios FPdGi 2023 son:

### Premio FPdGi Social 2023
Sílvia Fernández Cadevall, por "su constancia, determinación, sensibilidad, humildad y compromiso en el acompañamiento de personas durante la enfermedad y al final de la vida."

### Premio FPdGi Artes y Letras 2023
María Dueñas por su altísimo grado de interpretación y ejecución del violín que le permite una gran conexión emocional con el público.

## Edición 2022
Los ganadores de los Premios FPdGi 2022 son:

### Premio FPdGi Social 2022
Claudia María Tecglen, por su impacto social en impulsar la igualdad de oportunidades en sus acciones, por su calidad en la gestión y transparencia. El jurado también ha destacado su “ejemplaridad como modelo inspirador y ser referente para otros jóvenes”.

### Premio FPdGi Investigación Científica 2022
Eleonora Viezzer, por su contribución a la problemática energética mundial mediante la fusión nuclear.

### Premio FPdGi Artes y Letras 2022
María Hervás, por su excelencia y versatilidad como actriz, dramaturga y productora. Además, se ha valorado el compromiso y calado social de sus propuestas y su manera de entender el teatro como herramienta de reflexión y cambio.

### Premio FPdGi Empresa 2022
Elisenda Bou-Balust, por ser un referente a nivel mundial en el ámbito de la ciencia, la tecnología, la inteligencia artificial y por su trayectoria empresarial y académica como modelo para que otros jóvenes desarrollen iniciativas empresariales.

### Premio FPdGi Internacional 2022
Trang Nguyen, por su valiente e inspirador trabajo en la conservación de la naturaleza en su propio país y en otras partes del mundo.

## Edición 2021
Los ganadores de los Premios FPdGi 2021 son:

### Premio FPdGi Social 2021
Ousman Umar, por su labor en la «construcción de un proyecto transformador que aúna educación, tecnología y alianzas aportando soluciones al fenómeno migratorio». Además, se ha valorado su «trayectoria ejemplar, su resiliencia, su capacidad de superación y de aprovechar las oportunidades que la sociedad le ha brindado a través del esfuerzo personal».

### Premio FPdGi Investigación Científica 2021
César de la Fuente Núñez, por su liderazgo y excelente trayectoria científica en el campo de la biología computacional que aúna una productividad científica extraordinaria con una capacidad de transferencia de la tecnología desarrollada.

### Premio FPdGi Artes y Letras 2021
María Sánchez Rodríguez, por «su labor como poeta, escritora y activista en defensa de la cultura rural, y especialmente del papel olvidado de las mujeres en el campo».

### Premio FPdGi Empresa 2021
Lucía Goy Mastromiechele por su brillante trayectoria académica seguida de un desarrollo profesional sólido que cristaliza en un proyecto empresarial de alto potencial: el despacho Goy Gentile Abogados.

### Premio FPdGi Internacional 2021
Juan David Aristizábal por su labor de apoyo a los jóvenes de América Latina a través de la formación, la educación, la tecnología y el espíritu emprendedor.

## Edición 2020
Los ganadores de los Premios FPdGi 2020 son:

### Premio FPdGi Social 2020
Guillermo Martínez, por tener una trayectoria inspiradora y acercar la revolucionaria tecnología 3D a personas vulnerables a través de su proyecto Ayúdame3D.

### Premio FPdGi Investigación Científica 2020
Rubén Darío Costa Riquelme, por la originalidad de sus investigaciones en el campo de los Led con componentes biológicos a fin de reducir el impacto medioambiental.

### Premio FPdGi Artes y Letras 2020
Guillermo García López, por su versatilidad como realizador, creador y director de cine con una marcada vocación social y humanitaria, multinacional y global».

### Premio FPdGi Empresa 2020
La emprendedora Pepita Marín Rey-Stolle por «saber unir tradición y modernidad, reconvirtiendo la tradición ancestral de tejer en un hobby moderno» a través de su empresa We Are Knitters (WAK).

### Premio FPdGi Internacional 2020
Boyan Slat por impulsar soluciones tecnológicas para limpiar de plástico los océanos y ríos del mundo a través de la fundación The Ocean Cleanup.

## Edición 2019
Los ganadores de los Premios FPdGi 2019 son:

### Premio FPdGi Social 2019
Begoña Arana Álvarez, por «su compromiso social desde muy joven, complementado con un proceso formativo que le ha dado herramientas para mejorar la realidad que le rodea».

### Premio FPdGi Investigación Científica 2019
Xavier Ros-Oton, por ser uno de los matemáticos más brillantes y con más impacto a escala mundial en su franja de edad.

### Premio FPdGi Artes y Letras 2019
Rafael Rodríguez Villalobos, por «su capacidad para crear universos de un profundo atractivo plástico y su visión de la ópera como una herramienta de construcción social».

### Premio FPdGi Empresa 2019
Ignacio Hernández Medrano, por «democratizar el acceso a la información médico-científica de millones de pacientes a través de la inteligencia artificial». 

### Premio FPdGi Internacional 2019
Maria Jammal, «por su excelente trabajo como cofundadora y directora ejecutiva de una organización —Humanity Crew— que destaca y crea soluciones para los problemas de salud mental que sufren los refugiados».

## Edición 2018
Los ganadores de los Premios FPdGi 2018 son:

### Premio FPdGi Social 2018
Arancha Martínez Fernández, por su compromiso social, que la ha llevado a impulsar el proyecto It Will Be, una ONG tipo start-up que trabaja en modelos más colaborativos y solidarios para el sector social y el ámbito de la cooperación.

### Premio FPdGi Investigación Científica 2018
María Escudero Escribano, por su trabajo en el desarrollo de catalizadores electroquímicos basados en nanopartículas metálicas con la finalidad de sustituir metales nobles para reducir los costes y aumentar la eficiencia en procesos de obtención de energía limpia. Se destaca el impacto científico, tecnológico, energético y social de su investigación, que contribuirá a frenar el cambio climático. 
Guillermo Mínguez por su trabajo en el diseño de tamices moleculares híbridos que permiten la síntesis de materiales nanoestructurados a la carta. Se destaca el impacto de sus trabajos en MOF (Metallic Organic Frameworks) magnéticos, desde su estudio fundamental hasta su aplicación en sensores y en catálisis. Los nuevos materiales porosos desarrollados tendrán una gran repercusión en campos como el medio ambiente y la energía.

### Premio FPdGi Artes y Letras 2018
Pablo Ferrández, por un talento excepcional y una proyección internacional importante. Ferrández es una referencia del violonchelo. Destaca por su inteligencia y sensibilidad al servicio de la música, su capacidad extraordinaria de conmover y de crear universos sonoros a partir de las lecturas nuevas del repertorio universal. 
Soleá Morente por tratarse de una artista completamente genuina que ha sabido extraer lo mejor de la tradición flamenca para fusionarla con otros géneros como el pop y el rock. Soleá destaca por su capacidad emprendedora para liderar proyectos musicales en un mundo a menudo difícil para las mujeres.

### Premio FPdGi Empresa 2018
José Miguel Bermúdez, por su trayectoria empresarial y de investigación, que actualmente se centra en desarrollar un revolucionario sistema de propulsión para el transporte marítimo usando el viento.

### Premio FPdGi Entidad Internacional 2018
Article 1, por su lucha a favor de la empleabilidad de los jóvenes con independencia de su origen social, económico o cultural; su impacto en un elevado número de jóvenes en riesgo de exclusión; ser un referente de crecimiento gracias a la fusión de dos entidades; su trabajo en la integración de educación y empleo y por conseguir la implicación activa de los diferentes actores de la sociedad.. 

## Edición 2017
Los ganadores de los Premios FPdGi 2017 son:

### Premio FPdGi Social 2017
Miriam Reyes Oliva, por su trayectoria personal enfocada a la solidaridad y al impacto social buscando la igualdad de oportunidades y la búsqueda de soluciones en un ámbito complejo como el autismo.

### Premio FPdGi Investigación Científica 2017
Héctor Gómez Díaz, por su aportación en el desarrollo de modelos matemáticos y algoritmos para la simulación numérica en ingeniería computacional, con aplicaciones para la predicción del crecimiento del cáncer de próstata de forma personalizada.

### Premio FPdGi Artes y Letras 2017
Juan Clemente Zamora Munné, por su apuesta estética que tiene en la intervención social uno de sus valores más estimables. Zamora destaca por crear una polifonía de significados con su obra que no se ciñe a una sola cultura.

### Premio FPdGi Empresa 2017
Damià Tormo Carulla, por saber combinar una brillante trayectoria científica con la de emprendedor e inversor capaz de conectar, en España, el mundo de la investigación con la iniciativa empresarial de éxito.

### Premio FPdGi Entidad Internacional 2017
Teach a Man to Fish, por su capacidad de crear un proyecto educativo innovador y escalable capaz de romper el círculo de la pobreza. 

## Edición 2016
Los ganadores de los Premios FPdGi 2016 son:

### Premio FPdGi Social 2016
Luz Rello Sánchez, por haber desarrollado un modelo sostenible y replicable que utiliza la tecnología para afrontar el reto social de la dislexia, al servicio del bien común y con un alto efecto multiplicador.

### Premio FPdGi Investigación Científica 2016
Sílvia Osuna Oliveras, por abrir una nueva vía para la reducción de costes en la producción de fármacos mediante la química computacional.

### Premio FPdGi Artes y Letras 2016
Andrés Salado Egea, por la calidad técnica y musical de este percusionista y director, así como sus iniciativas para acercar la música a públicos muy diferentes y su proyección internacional, y Elena Medel Navarro, por su precoz y brillante trayectoria como poeta, que imprime trascendencia a una cotidianidad compartida con su generación.

### Premio FPdGi Empresa 2016
Sergio Álvarez Leiva, por su capacidad de materializar la representación de datos utilizando la cartografía.

### Premio FPdGi Entidad 2016
Fundación Tomillo, por su carácter innovador en el entorno colaborativo y por su larga trayectoria en el abordaje de la inclusión, desde las fases más iniciales de la integración laboral hasta el emprendimiento.

## Edición 2015
Los ganadores de los Premios FPdGi 2015 son:

### Premio FPdGi Social 2015
Héctor Colunga Cabaleiro, por una trayectoria de emprendimiento continuada, coherente y comprometida.

### Premio FPdGi Investigación Científica 2015
Samuel Sánchez Ordóñez, por una trayectoria científica e internacional que refleja su liderazgo en el campo de la nanotecnología.

### Premio FPdGi Artes y Letras 2015
Olga Felip Ordis, por haber sabido combinar la creación de nuevas formas con el respeto al entorno, así como su trabajo sobrio, elegante, cálido y luminoso, que consigue un efecto armónico en el usuario, el espectador y el paisaje.

### Premio FPdGi Entidad 2015
Fundación Secretariado Gitano, por su labor a favor de la inclusión social y la igualdad de oportunidades de la comunidad gitana.

## Edición 2014
Los ganadores de los Premios FPdGi 2014 son:

### Premio FPdGi Social 2014
Mohamed El Amrani, por su ejemplaridad personal, su actitud de comunicación positiva, su carácter integrador, su trabajo de base comunitaria y su capacidad de encontrar pequeñas soluciones a grandes problemas.

### Premio FPdGi Investigación Científica 2014
Alberto Enciso Carrasco, por sus investigaciones para el desarrollo de nuevas técnicas para el análisis de ecuaciones diferenciales de uso en física y de aplicabilidad directa en múltiples campos de la ciencia y de la tecnología, y Rui Miguel Dos Santos Benedito, por su excelente investigación en el campo de la biología vascular, tan relevante en diversos ámbitos de la salud como son el cáncer y las enfermedades cardiovasculares, y por su capacidad de liderazgo.

### Premio FPdGi Artes y Letras 2014
Hugo Fontela, por haber desarrollado una pintura reflexiva, esencial y comprometida con la defensa de la naturaleza, que sorprende por su madurez e intensidad.

### Premio FPdGi Empresa 2014
Ignasi Belda, por ser un joven emprendedor, de sólida preparación académica, que está iniciando su trayectoria profesional en el ámbito biosanitario y tecnológico con gran esfuerzo, tesón y capacidad innovadora y por su clara vocación internacional que es un reflejo vivo de la realidad de los emprendedores en una sociedad global.

### Premio FPdGi Entidad 2014
Valnalón, por ser precursores en el compromiso y actuación con la educación, promoviendo la actitud emprendedora como vía para el desarrollo de las capacidades de los más jóvenes, con el fin de mejorar su entorno económico y social.

## Edición 2013
Los ganadores de los Premios FPdGi 2013 son:

### Premio FPdGi Social 2013
Felipe Campos Rubio, por su compromiso personal en lo social arraigado al territorio y sostenido en el tiempo, por su capacidad de liderazgo, por su actitud ejemplar y por su lucha por la igualdad de oportunidades de los colectivos más desfavorecidos, en un contexto de grandes dificultades.

### Premio FPdGi Investigación Científica 2013
Oriol Mitjà Villar, por su ejemplar dedicación en el campo del tratamiento de enfermedades infecciosas endémicas en países en desarrollo. Y por el gran impacto internacional de su trabajo orientado a erradicar la enfermedad de Pian del planeta.

### Premio FPdGi Artes y Letras 2013
Auxiliadora Toledano, por ser una artista singular con capacidad de entrar en la historia de la lírica gracias a su talento musical y escénico.

### Premio FPdGi Empresa 2013
Catalina Hoffmann Muñoz-Seca, por ser una joven empresaria que ha aplicado innovación en un sector tradicional, consiguiendo un gran impacto social en la mejora de la calidad de vida de la tercera edad. El crecimiento del negocio a nivel nacional e internacional no ha sido obstáculo para desarrollar su compromiso con los valores humanos que promueve.

### Premio FPdGi Entidad 2013
Fundació Novia Salcedo, por los extraordinarios resultados en el acompañamiento y la integración laboral de jóvenes, con programas concretos y bien definidos que cubren un alcance muy amplio de actuaciones. Su tasa de éxito en el crítico contexto actual es un referente de excelencia en el sector.

## Edición 2012
Los ganadores de los Premios FPdGi 2012 son:

### Premio FPdGi Social 2012
Edgar Vinyals, por su capacidad de superación personal y de promover un proyecto responsable con personas con enfermedad mental.

### Premio FPdGi Investigación Científica 2012
Guadalupe Sabio, por su excelencia científica y liderazgo internacional, así como el interés social de su línea de investigación y el carácter interdisciplinar de su trabajo.

### Premio FPdGi Artes y Letras 2012
Leticia Moreno, por su precisión técnica, su fuerza escénica y su futuro como artista e incluso decide apadrinar su carrera.

### Premio FPdGi Empresa 2012
Javier Agüera, por la representación clara de los tres valores que quieren remarcar los premios, que son la juventud, la innovación y el lideraje empresarial, también internacional.

### Premio FPdGi Entidad 2012
Fundació Marianao, por su trabajo integral con jóvenes con especial incidencia en colectivos desfavorecidos y por fortalecer la inclusión socio-laboral y desarrollar su trabajo con un enfoque claramente comunitario.

## Edición 2011
Los ganadores de los Premios FPdGi 2011 son:

### Premio FPdGi Social 2011
Pere Barri, por su compromiso social con una iniciativa médica pionera en España.

### Premio FPdGi Artes y Letras 2011
Borja Bagunyà, por su talento en la creación literaria.

### Premio FPdGi Empresa 2011
Marc Bonavia, por ser un ejemplo de iniciativa empresarial.

### Premio FPdGi Entidad 2011
Fundación Balia, por su apuesta en favor de la inclusión social de niños y jóvenes en riesgo de exclusión social.

## Edición 2010
Los ganadores de los Premios FPdGi 2010 son:

### Premio FPdGi Social 2010
Ruth Ruiz, por su participación en el Proyecto Discoteca Ludalia.

### Premio FPdGi Investigación Científica 2010
Óscar Fernández-Capetillo, por su contribución a la investigación en el campo de la oncología. 
Borja Ibáñez, por su contribución a la investigación en el campo de la cardiología.

### Premio FPdGi Artes y Letras 2010
Alba Ventura, por su capacidad, precocidad y sensibilidad en la interpretación al piano.

### Premio FPdGi Empresa 2010
Pau Garcia-Milà, por la creación de la empresa EyeOs.

### Premio FPdGi Entidad 2010
Fundació Èxit, por su labor a favor de la inserción y formación de jóvenes en riesgo de exclusión social.